# Uscita RF
Una uscita RF è un tipo di porta di input/output per i segnali audio e/o video.
Utilizzata nell'elettronica di consumo e presente generalmente su monitor, televisori e videoregistratore è tutto'ora in produzione, sebbene l'utilizzo sia diminuito a partire dagli anni 2000 col diffondersi del collegamento SCART, HDMI e di altre e più evolute tecnologie.

## Descrizione
Il segnale video e quello audio vengono fatti viaggiare contemporaneamente sullo stesso cavo, che è un comune cavo coassiale dotato di connettore d'antenna. Il segnale generato è quindi uguale a quello trasmesso da una emittente televisiva. Questo tipo collegamento consente di vedere le videocassette tramite la sintonizzazione di un apposito canale (di solito 3 - 4 o 36, anche se in alcuni modelli a libera scelta dell'utente, selezionabile nella banda UHF).
Può essere impiegato anche su televisori che non dispongono di un collegamento specifico per una sorgente esterna diversa dal segnale televisivo, quali collegamento SCART, video composito o altri. Questo sistema garantisce un buon segnale, perdipiù universale, in quanto non ci sono problemi di compatibilità (o comunque molto meno di altri sistemi).

## Limiti
Tuttavia ci sono alcuni svantaggi:
1. Se il cavo supera il metro di lunghezza, il segnale inizia a deteriorarsi.
2. Il segnale è molto sensibile alle interferenze elettromagnetiche che si trovano nelle immediate vicinanze.